# Koblencja
Koblencja (niem. Koblenz, fr. Coblence; do 1926 r. Coblenz) – miasto na prawach powiatu w zachodniej części Niemiec, w kraju związkowym Nadrenia-Palatynat, siedziba powiatu Mayen-Koblenz, port rzeczny u ujścia Mozeli do Renu.

## Historia

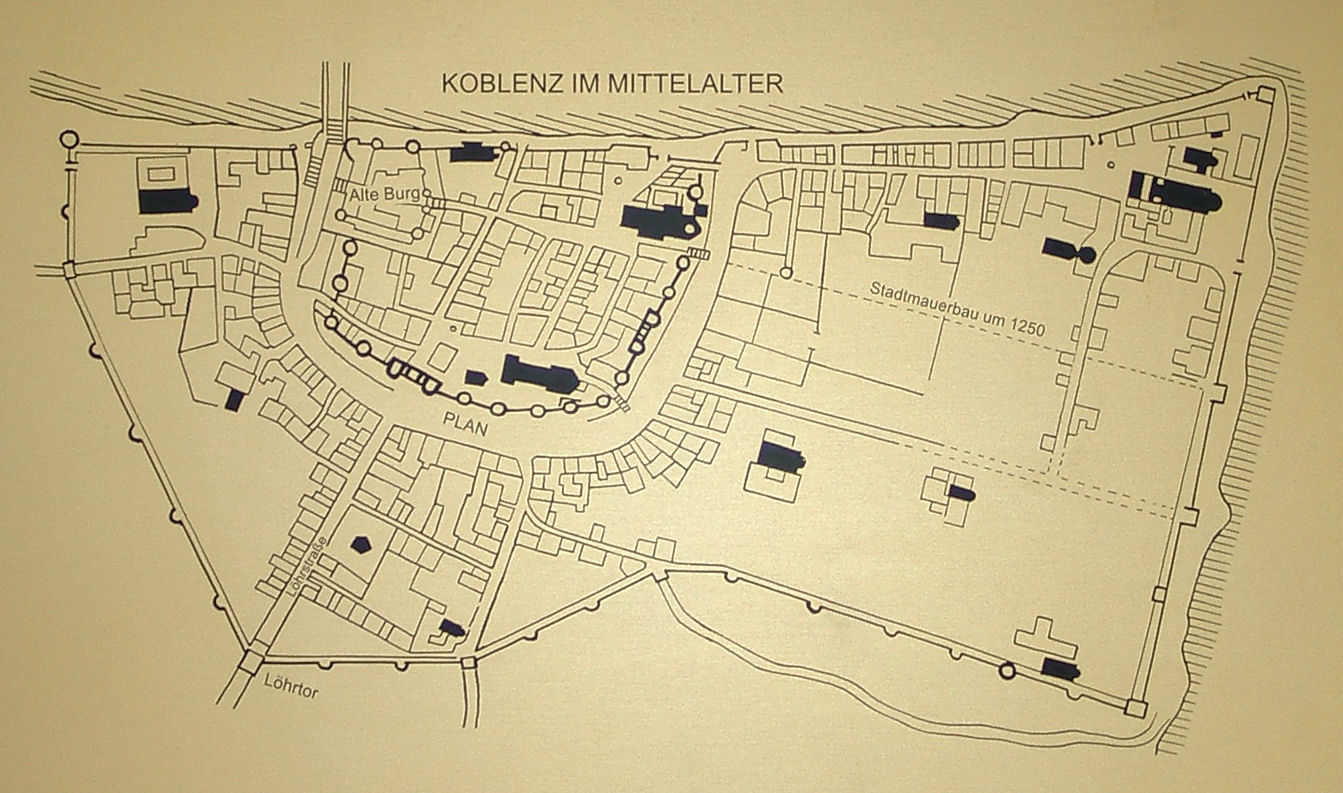
Mapa rzymskich i średniowiecznych murów obronnych miasta

Miasto zostało założone około 9 roku p.n.e. jako rzymskie castellum (reduta). W starożytności leżało w granicach Cesarstwa Rzymskiego, z kolei we wczesnym średniowieczu znajdowało się we władaniu frankijskim i lotaryńskim, a od 1018 roku było w posiadaniu arcybiskupów Trewiru (od XIV wieku Elektoratu Trewiru). Od XI do XII wieku było ośrodkiem handlu winem. Od 1254 roku wchodziło w skład Reńskiego Związku Miast. W czasie wojny trzydziestoletniej siedziba elektorów trewirskich została przeniesiona z Trewiru do twierdzy Ehrenbreitstein, jednakże działania wojenne nie ominęły miasta. Pomiędzy 1632 a 1636 rokiem miasto znajdowało się w rękach m.in. Francuzów i Szwedów. Po wojnie Koblencja zachowała funkcję stolicy Elektoratu Trewiru, a w 1768 roku ostatnim elektorem został królewicz polski Klemens Wacław Wettyn, z którego inicjatywy wzniesiono m.in. nowy pałac elektorski oraz teatr.
Od 1789 roku Koblencja stała się ośrodkiem francuskiej emigracji rojalistycznej. W 1794 roku została zdobyta przez francuskie wojska rewolucyjne pod wodzą generała François Séverina Marceau-Desgraviersa. Gdy znalazła się w granicach Francji, była stolicą departamentu Rhin-et-Moselle. Od 1815 roku Koblencja leżała na obszarze Prus. W 1822 roku została stolicą prowincji Nadrenia. Od 1871 roku była częścią Niemiec. Po podpisaniu traktatu wersalskiego, w latach 1919–1923 była okupowana przez wojska Stanów Zjednoczonych, a następnie, w latach 1923–1929, przez wojska Francji. W latach 1923–1924 miasto było stolicą separatystycznej Republiki Reńskiej, której rząd miał siedzibę w pałacu elektorskim.
2 lutego 1926 roku w Koblencji urodził się prezydent Francji Valéry Giscard d’Estaing. W miejscu domu jego narodzin współcześnie stoi kamień pamiątkowy. 26 maja 1926 roku zmieniono oryginalną nazwę miasta z Coblenz na Koblenz.

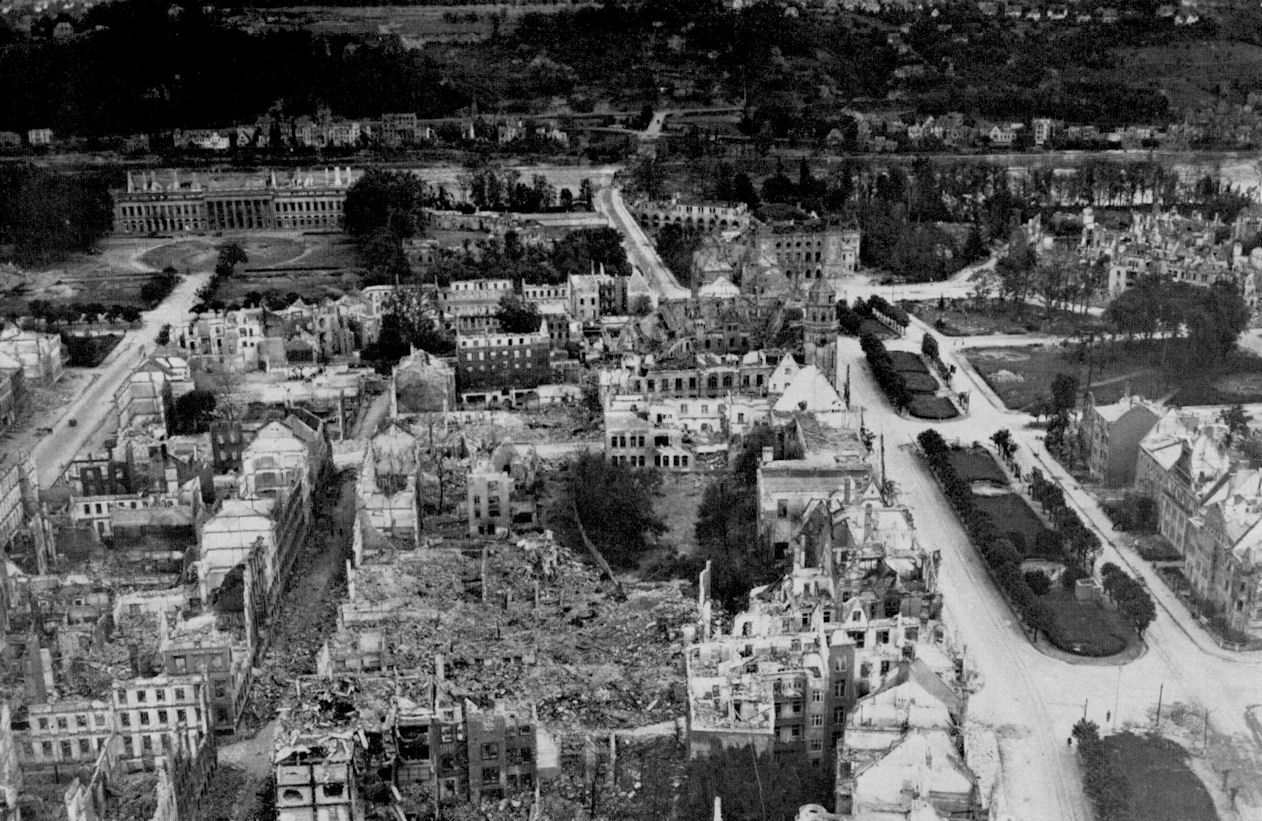
Zniszczona wskutek II wojny światowej Koblencja w 1945 roku

W czasie II wojny światowej, od czerwca 1940 roku Koblencja doświadczała pojedynczych alianckich nalotów, z kolei od 19 kwietnia 1944 roku do 29 stycznia 1945 roku – głównie ze względu na strategiczne znaczenie mostów i sieci kolejowej zarówno w centrum, jak i w dzielnicach Lützel i Moselweiß – była celem łącznie 37 masowych nalotów z udziałem 3772 bombowców, które zrzuciły na miasto około 9100 t bomb burzących i 1100 t bomb zapalających. W następstwie działań wojennych w Koblencji zginęło 1000 osób, a dziesiątki tysięcy opuściły miasto – jego populacja spadła z 91 098 według stanu na 17 maja 1939 roku do 74 261 według stanu z 24 lipca 1944 roku, z kolei gdy pod koniec wojny miasto zajęły wojska amerykańskie liczba mieszkańców miasta wynosiła 14 130, z których prawdopodobnie tylko 4000 mieszkało w centrum miasta. Naloty bombowe i walki naziemne sprawiły, że z 25 362 mieszkań w Koblencji według stanu na 17 maja 1939 roku pozostało tylko 9880 według stanu na kwiecień 1945 roku. Zniszczona była ponadto cała infrastruktura miejska.
Po zakończeniu działań wojennych wiele historycznych budynków w Koblencji zostało odbudowanych.

## Zabytki

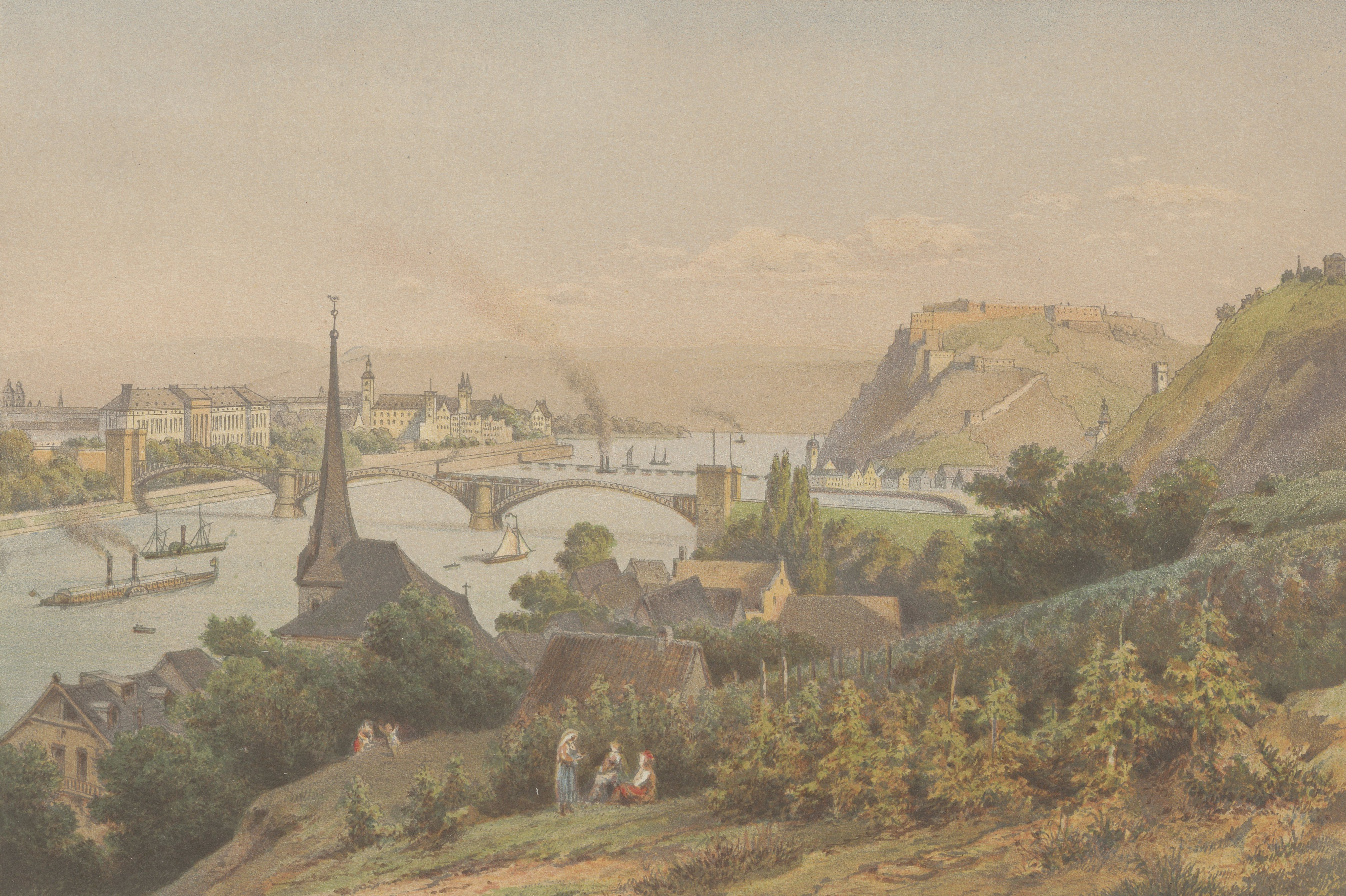
Koblencja ok. 1880 na akwareli C.P.C. Köhlera

Atrakcją turystyczną Koblencji jest położony u zbiegu Mozeli i Renu sztuczny cypel Deutsches Eck (pol. „Niemiecki Róg”), na którym wznosi się monumentalny pomnik konny niemieckiego cesarza Wilhelma I. Poza tym w mieście znajdują się:
- zamek Stolzenfels, pierwotnie wybudowany w XIII wieku, w XVII wieku został zniszczony, a w XIX wieku odbudowany w stylu historyzmu,
- bazylika św. Kastora, wybudowana w IX wieku, na przełomie XII i XIII wieku uzyskała obecną postać,
- studnia św. Kastora (niem. Kastorbrunnen), znajdująca się na placu przed bazyliką św. Kastora, wybudowana w stylu klasycystycznym w 1812 roku,
- kościół Najświętszej Marii Panny (XII-XV wiek),
- kościół św. Floryna (XII wiek),
- pałac elektorski, wzniesiony w XVIII wieku z inicjatywy królewicza polskiego i elektora trewirskiego Klemensa Wacława Wettyna, ozdobiony kartuszem z łączonym herbem biskupim królewicza oraz I Rzeczypospolitej,
- dawna koblencka siedziba zakonu krzyżackiego, tzw. Deutschherrenhaus
- ratusz (XVI wiek, XVII/XVIII wiek),
- kolegium jezuitów,
- teatr, wzniesiony w 1787 roku na zlecenie Klemensa Wacława,
- studnia Klemensa (niem. Clemensbrunnen) w formie obelisku, wybudowana w 1791 roku za panowania Klemensa Wacława, ozdobiona łączonym herbem biskupim królewicza oraz I Rzeczypospolitej,
- budynek dawnej mennicy (XVIII wiek),
- twierdza Ehrenbreitstein przebudowana w XIX wieku,
- kaplica starokatolicka św. Jakuba.

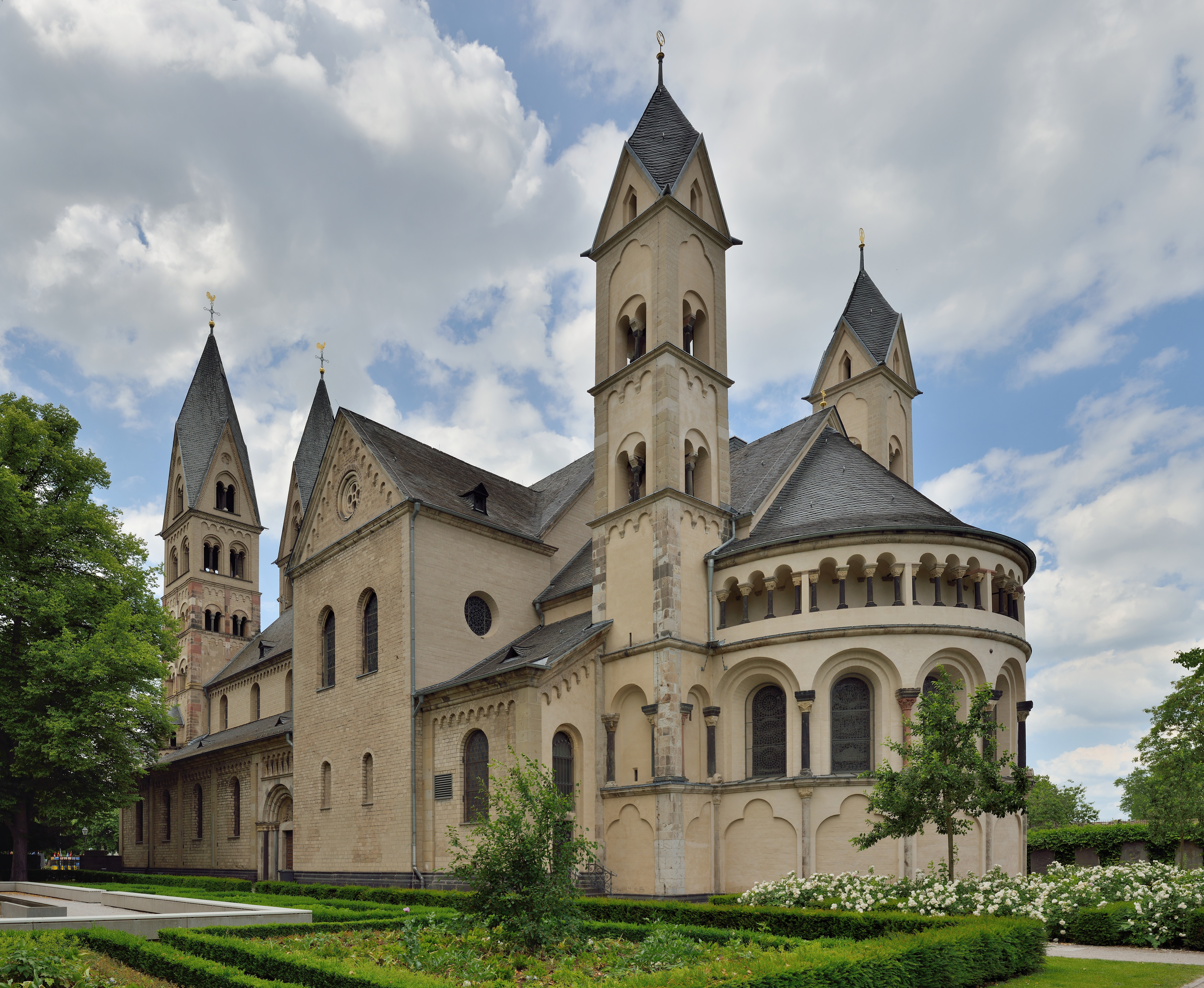
Bazylika św. Kastora
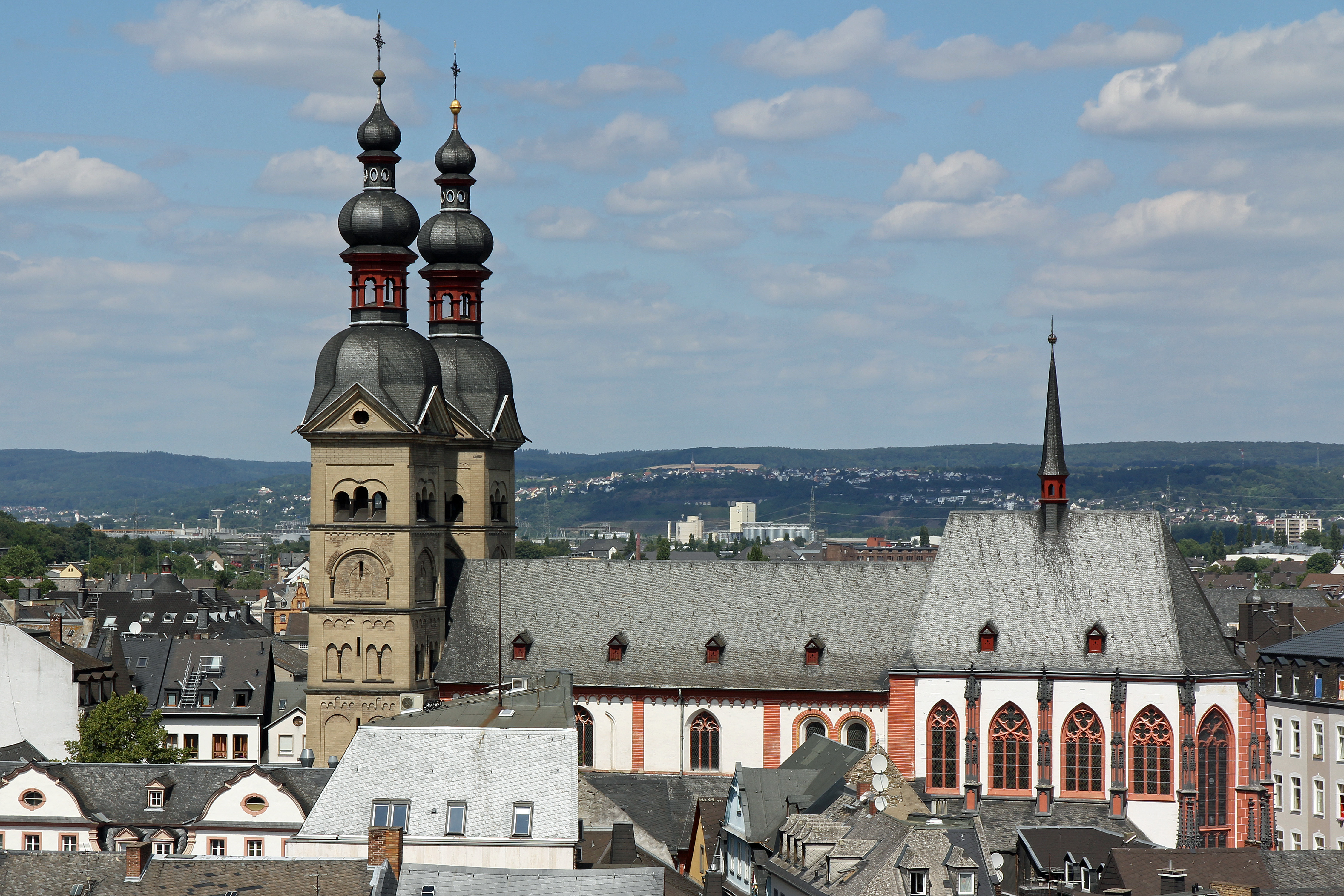
Kościół Najświętszej Marii Panny
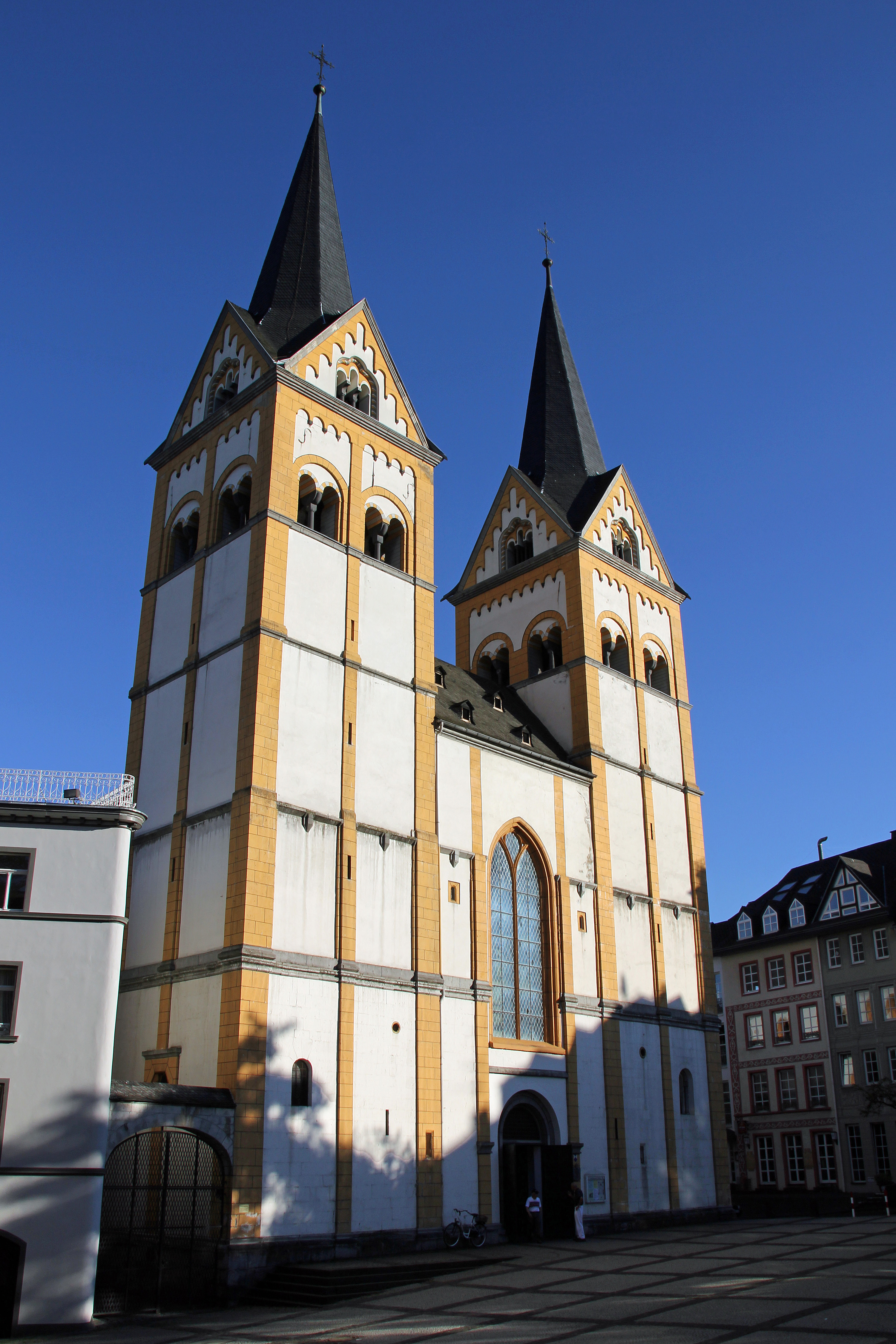
Kościół św. Floryna
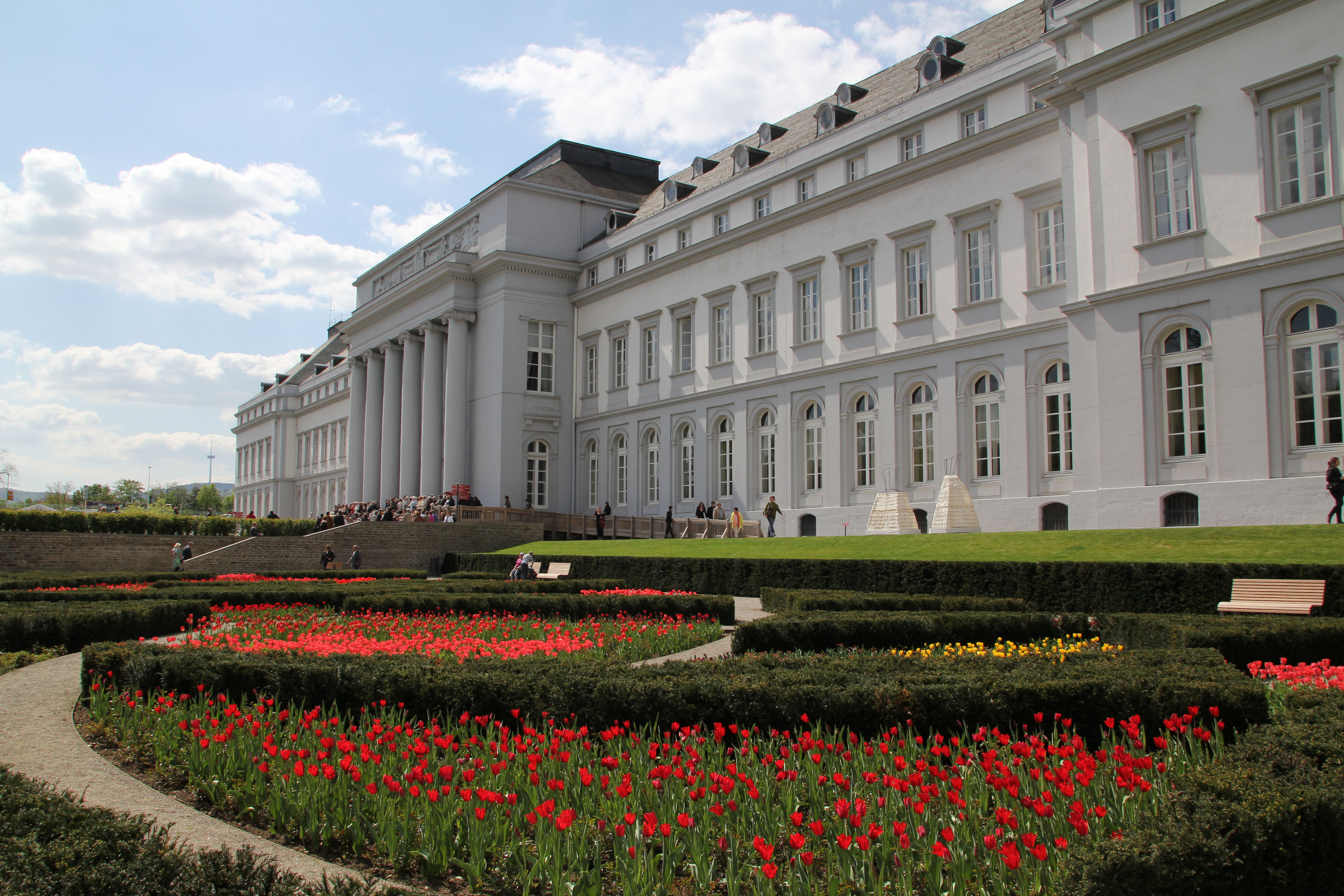
Pałac elektorski
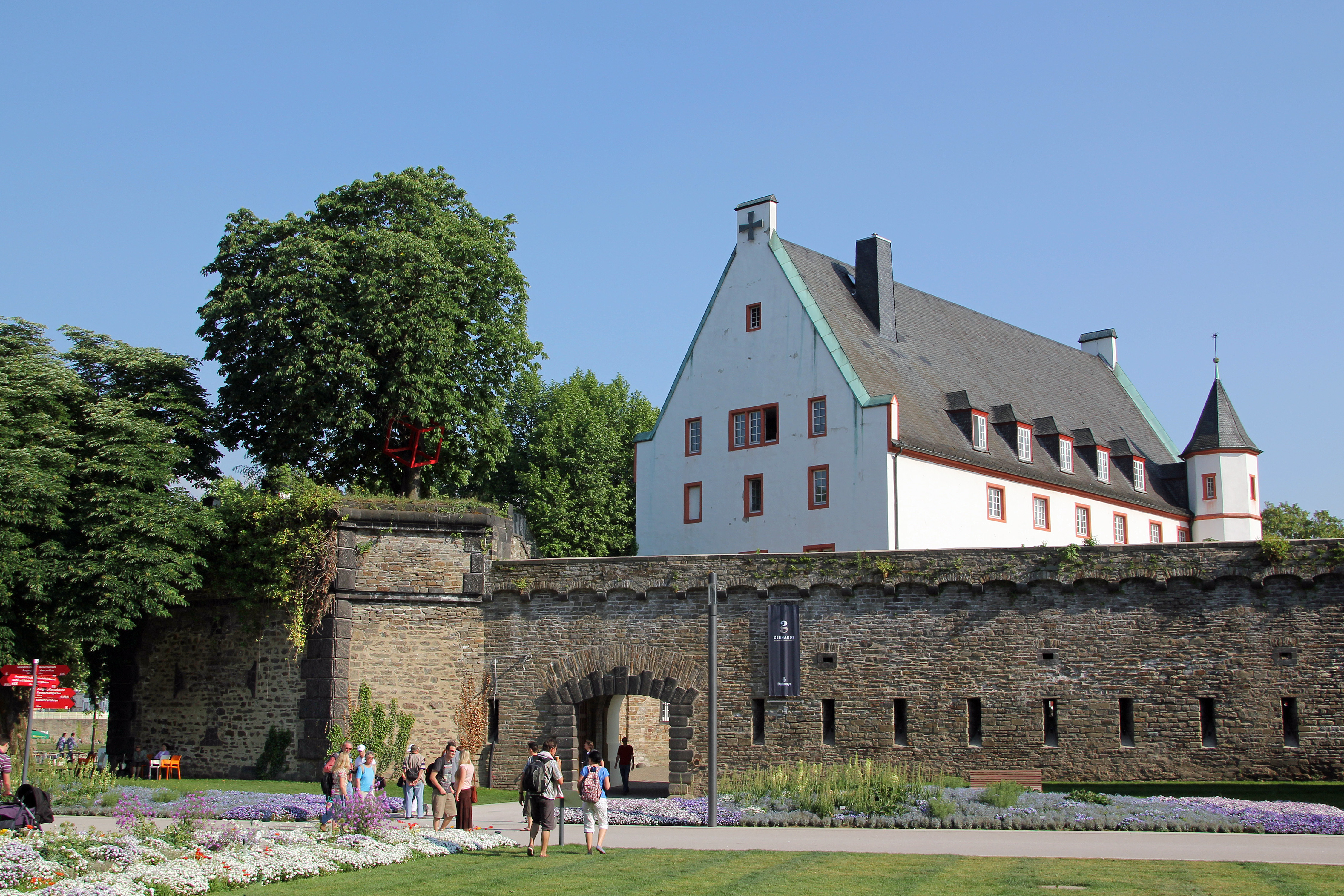
Deutschherrenhaus
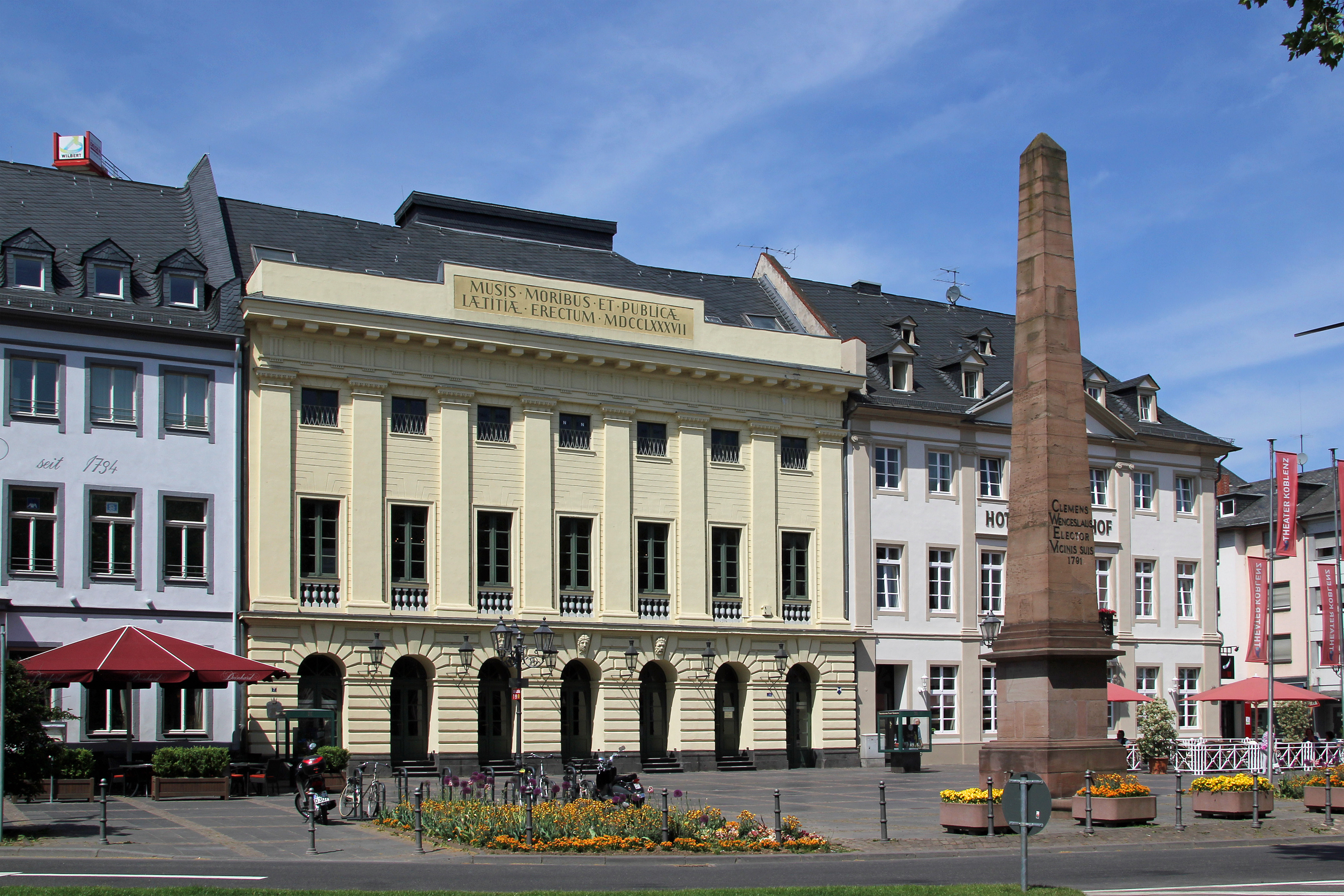
Teatr i studnia Klemensa

## Demografia
Wykres zmian populacji Koblencji od 1469 do 2015 roku:

## Gospodarka
W mieście rozwinął się przemysł spożywczy, metalowy, maszynowy, chemiczny, precyzyjny oraz papierniczy.

## Transport

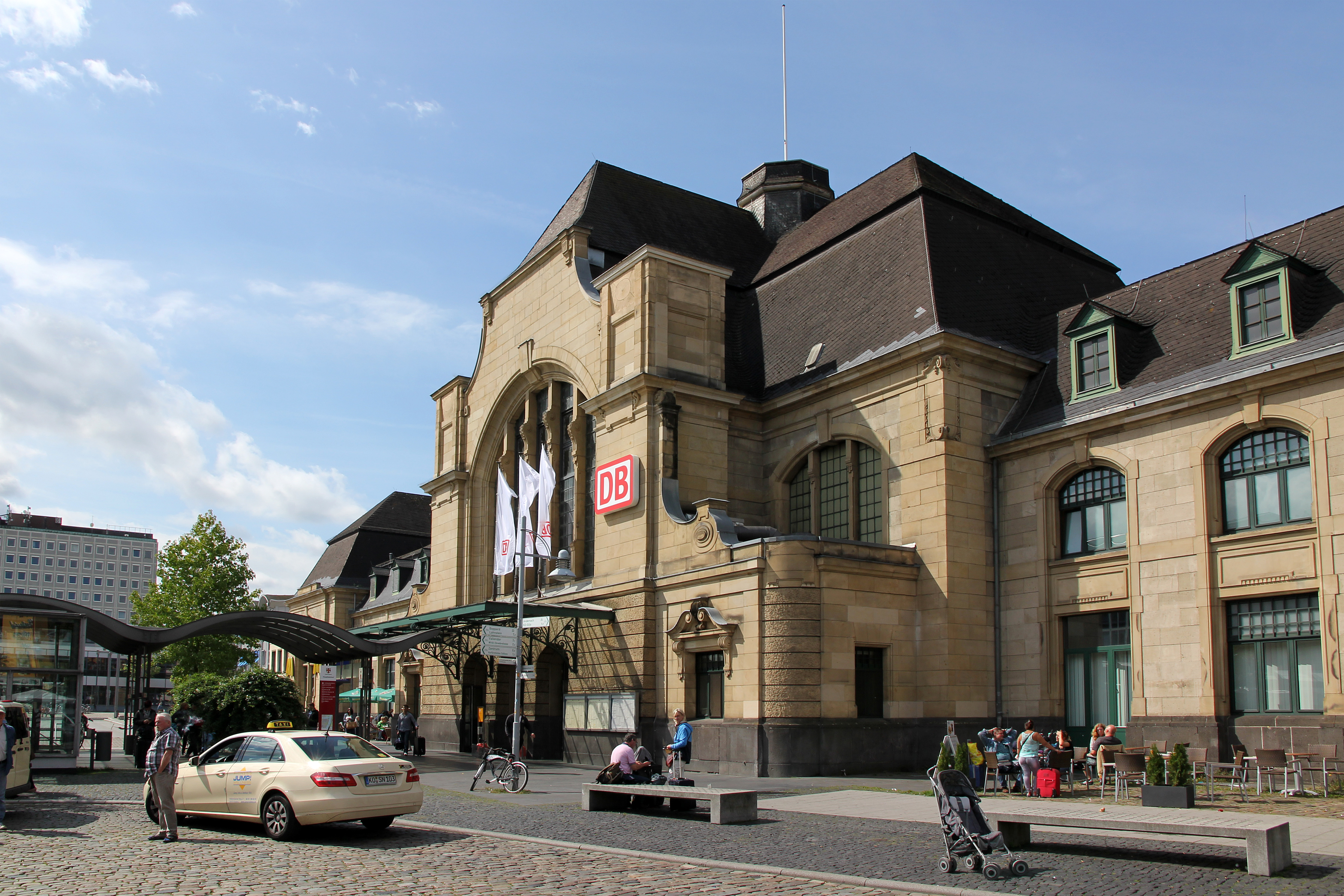
Główny dworzec kolejowy

Głównym dworcem kolejowym miasta jest Koblenz Hauptbahnhof.

## Kultura
Koblencja jest jednym z ośmiu miast, w którym co roku odbywają się widowiskowe pokazy sztucznych ogni, zatytułowane Rhein in Flammen (pol. „Ren w płomieniach”).
W dniach 15 kwietnia-16 października 2011 roku w mieście odbywał się Bundesgartenschau (pol. „Federalny Pokaz Ogrodniczy”).

## Sport
- TuS Koblenz – klub piłkarski

## Współpraca
Miejscowości partnerskie:
- Stany Zjednoczone: Austin
- Wielka Brytania: London Borough of Haringey
- Holandia: Maastricht
- Francja: Nevers
- Wielka Brytania: Norwich
- Włochy: Novara
- Izrael: Petach Tikwa
- Chorwacja: Varaždin